# Moscow Art Trio
Moscow Art Trio – rosyjski zespół muzyczny grający muzykę będącą połączeniem jazzu, muzyki ludowej i klasycznej. Powstał w Moskwie w 1990 roku z inicjatywy Arkadiego Shilklopera, Mikhaila Alperina oraz Sergeya Starostina. 

## Dyskografia[2]
- Hamburg Concert (1996)
- Live In Karlsruhe (1998)
- Mountain Tale (1998), razem z The Bulgarian Voices Angelite oraz Huun-Huur-Tu
- Music (1998), razem z Hans-Kristian Kjos Sørensen
- Moscow Art Trio (2000)
- Once Upon A Time (2001), razem z Eli Kristin Hovdsveen Hagen
- Instead Of Making Children (2006)
- Village Variations (2008), razem z Det Norske Kammerorkester
- Live In Holland (2009)
- Legends (2010), razem z The Bulgarian Voices Angelite oraz Huun-Huur-Tu